# 小行星164207
164207 Cardea （天文學臨時編號 2004 GU9）是一顆被歸類為 阿波羅型的次公里小行星。直到 2600年左右，它都是 地球的準衛星。
2004年4月14日（不到1天的觀測弧），哨兵風險表顯示了180個虛擬撞擊器。2天後，即2004年4月16日，它就從哨兵風險表中刪除了。 Cardea現在有一個確定的軌道，觀測弧為12年。

## 發現和命名
這顆小行星於2004年4月13日由在新墨西哥州索科羅附近的林肯近地小行星研究項目發現，並被賦予臨時名稱2004 GU9。繼金星的一顆準衛星524522 Zoozve命名後，電波實驗室和國際天文學聯合會於2024年6月至9月為這顆準衛星舉行了公開命名活動。2024年12月公佈了七名入選決賽的名字，分別是巴庫納瓦、Cardea、埃哈瑪（Ehaema）、Ankidu、Otr、Tariaksuq和特契特。獲勝的名字是羅馬鉸鏈女神：Cardea。國際天文學聯合會於2025年1月13日宣佈這個名字。

## 外部連結
- Dynamical evolution of Earth’s quasi-satellites: 2004 GU9 and 2006 FV35 by Wajer, P. 2010, Icarus, Volume 209, Issue 2, pp. 488–493.
- 小行星164207 at NeoDyS-2, Near Earth Objects—Dynamic Site
  - Ephemeris · Obs prediction · Orbital info · MOID · Proper elements · Obs info · Physical info · NEOCC
- 小行星164207 at ESA–空間情景意識方案
  - Ephemerides · Observations · Orbit · Physical Properties · Summary
- NASA JPL小天體瀏覽器上的小行星164207